# Voleibol nos Jogos Pan-Americanos de 2003

## Torneio masculino

### Grupo A
| Estados Unidos       | 3-0 | Barbados             |
| Venezuela            | 3-0 | República Dominicana |
| Venezuela            | 3-0 | Barbados             |
| Estados Unidos       | 3-0 | República Dominicana |
| Estados Unidos       | 3-2 | Venezuela            |
| República Dominicana | 3-0 | Barbados             |

| Classificação        | J | V | D | PF  | PC  | Saldo | Pontos |
| -------------------- | - | - | - | --- | --- | ----- | ------ |
| Estados Unidos       | 3 | 3 | 0 | 239 | 173 | 66    | 6      |
| Venezuela            | 3 | 2 | 1 | 226 | 254 | -28   | 5      |
| República Dominicana | 3 | 1 | 2 | 222 | 229 | -7    | 4      |
| Barbados             | 3 | 0 | 3 | 209 | 240 | -31   | 3      |

### Grupo B
| Cuba   | 3-1 | Porto Rico |
| Brasil | 3-0 | Canadá     |
| Brasil | 3-0 | Porto Rico |
| Cuba   | 3-0 | Canadá     |
| Brasil | 3-0 | Cuba       |
| Canadá | 3-0 | Porto Rico |

| Classificação | J | V | D | PF  | PC  | Saldo | Pontos |
| ------------- | - | - | - | --- | --- | ----- | ------ |
| Brasil        | 3 | 3 | 0 | 239 | 173 | 66    | 6      |
| Cuba          | 3 | 2 | 1 | 226 | 254 | -28   | 5      |
| Canadá        | 3 | 1 | 2 | 222 | 229 | -7    | 4      |
| Porto Rico    | 3 | 0 | 3 | 209 | 240 | -31   | 3      |

### Quartas de final
| Venezuela | 3-0 | Canadá               |
| Cuba      | 3-1 | República Dominicana |

### Semifinais
| Venezuela | 3-2 | Brasil         |
| Cuba      | 3-0 | Estados Unidos |

### Disputa do Bronze
| Brasil | 3-0 | Estados Unidos |

### Disputa do Ouro
| Venezuela | 3-0 | Cuba |

## Torneio feminino

### Grupo A
| Estados Unidos | 0-3 | Brasil     |
| Porto Rico     | 3-0 | Peru       |
| Estados Unidos | 3-2 | Porto Rico |
| Peru           | 3-2 | Brasil     |
| Brasil         | 3-1 | Porto Rico |
| Estados Unidos | 3-1 | Peru       |

### Grupo B
| República Dominicana | 3-0 | México    |
| Cuba                 | 3-0 | Venezuela |
| Cuba                 | 3-0 | México    |
| República Dominicana | 3-0 | Venezuela |
| República Dominicana | 1-3 | Cuba      |
| Venezuela            | 3-1 | México    |

### Quartas de final
| República Dominicana | 3-1 | Porto Rico |
| Estados unidos       | 3-0 | Venezuela  |

### Semifinais
| República Dominicana | 3-2 | Brasil         |
| Cuba                 | 3-1 | Estados Unidos |

### Disputa do Bronze
| Brasil | 1-3 | Estados Unidos |

### Disputa do Ouro
| República Dominicana | 3-2 | Cuba |